# Austria Metall
L'Austria Metall AG (AMAG) è la più grande produttrice di alluminio d'Austria.
È stata fondata nel 1938 e si trova nel villaggio di Ranshofen nelle vicinanze di Braunau am Inn.